# جوناثان رايت
جوناثان رايت (4 يونيو 1965 بشفيلد في المملكة المتحدة - ) (بالإنجليزية: Jonathan Wright)‏ هو لاعب كريكت بريطاني. لعب مع Herefordshire County Cricket Club ‏ ونادي مقاطعة شروبشاير للكريكت ‏.